# Arboreol
Arboreol con fórmula química C20H18O8 es un epoxylignano.

Arboreol puede transformarse mediante catálisis ácida en gmelanone.